# Dionissis Avranitakis
Dionisis Avranitakis (grec: Διονύσης Αρβανιτάκης; 1942 - Illa de Kos, 17 de febrer de 2019) va ser un forner de l'illa de Kos conegut per la seva generositat vers els refugiats.
La seva família va haver de marxar d'Esmirna després de la invasió turca de 1922. Esdevingué un dels rostres de la solidaritat del poble grec per la seva ajuda desinteressada als refugiats que arribaven al seu poble durant la crisi humanitària dels refugiats de la dècada de 2010. Durant mesos va repartir gratuïtament centenars de pans i de pastes entre els refugiats, fins que el govern grec va reaccionar amb estructures d'acollida. Cada dia feia cent quilos més d'articles de brioixeria per repartir. El 2006 va rebre el Premi de la Societat Civil del Comitè Econòmic i Social Europeu (CESE). El 2015 Jean-Claude Juncker, president de la Comissió Europea, va quedar impressionat amb la seva feina i va dir que «Europa no és un grup d'ultres que es reuneixen per cremar un alberg de sirians, Europa és el forner de Kos».